# Pseudodiaspis larreae
Pseudodiaspis larreae är en insektsart som först beskrevs av Cockerell 1897.  Pseudodiaspis larreae ingår i släktet Pseudodiaspis och familjen pansarsköldlöss. Inga underarter finns listade i Catalogue of Life.